# My Heart Is That Eternal Rose
Pour plus de détails, voir Fiche technique et Distribution.
My Heart Is That Eternal Rose (殺手.蝴蝶.夢, Sha shou hu die meng) est un film hongkongais réalisé par Patrick Tam, sorti en 1989.

## Synopsis
Rick et Lap sont des amoureux dont la romance est brisée par le meurtre de l'inspecteur Tang dans lequel Rick et son père sont impliqués. Quelques années plus tard, Rick et Lap se retrouvent alors qu'il est tueur et qu'elle est devenue la fiancée du puissant boss Shen. Malgré les années, ils s'aiment toujours, mais cela n'échappe pas à Shen, ni à son homme de main Lai Liu. Rick et Lap trouvent un allié en la personne de Cheung, un membre de triade, timide et amoureux lui aussi de Lap.

## Fiche technique
- Titre : My Heart Is That Eternal Rose
- Titre original : 殺手.蝴蝶.夢, Sha shou hu die meng
- Réalisation : Patrick Tam
- Scénario : Chan Koon-chung et Tsang Kan-cheung
- Photographie : Christopher Doyle
- Société de production : Maverick Films Ltd
- Pays d'origine : Hong Kong
- Format : Couleurs - 1,85:1 - Mono - 35 mm
- Genre : Thriller, romance
- Durée : 90 minutes
- Date de sortie : 1989

## Distribution
- Kenny Bee : Rick Ma
- Joey Wong : Lap
- Tony Leung Chiu-wai : Cheung
- Chan Wai-man : Shen
- Cheung Tat-ming : fils de Law Man-shing
- Gam Lui : Law Man-shing
- Kwan Hoi-shan : oncle Cheung
- Gordon Liu : Lai Liu
- Ng Man-tat : inspecteur Tang